# Histoires de Schtroumpfs
Histoires de Schtroumpfs é o oitavo álbum da série de histórias em quadrinhos franco-belga Les Schtroumpfs, pelo artista belga Peyo e foi publicado pela editora Dupuis em 1972.
Neste álbum, diferentemente de outros álbuns da série que contêm uma ou mais histórias completas, existem cerca de cinquenta contos de uma página ou meia página na forma de gags.

## Universo
A história se passa principalmente dentro e ao redor da vila dos Schtroumpfs.
Personagens
- La Grand Schtroumpf
- Le Schtroumpf bricoleur
- Le Schtroumpf grognon
- Le Schtroumpf musicien
- Le Schtroumpf costaud
- Le Schtroumpf frileux
- Le Schtroumpf paresseux
- Le Schtroumpf à lunettes
- Le Schtroumpf poète
- Le Schtroumpf paysan
- Le Schtroumpf coquet
- Le Cosmoschtroumpf
- Le Schtroumpf peintre
- Le Schtroumpf bêta
- Le Schtroumpf farceur
- Le Schtroumpf cuisinier
- La Schtroumpfette
- Le Schtroumpf sculpteur